# انحياز جنسي مغاير
الانحياز الجنسيّ المغاير (بالإنجليزيّة: Heterosexism) هو منظومة من التحيُّزات والتوجهات التي تسعى إلى التمييز الجنسيّ لصالح الجنس المغاير. إنها تشمل افتراضَ أن الآخرين مغايرون جنسيًّا أو أن الانجذاب للجنس الآخر أو العلاقات بينهما هي المعيار الاجتماعيّ الوحيد، وبالتالي هي الأفضل. كما يمكن تعريف الانحياز الجنسيّ المغاير بأنه تمييزٌ ضد المثليّين أو انحياز الـ«مغايرين جنسيًّا» كما يُعرَّف المصطلح في الإصدارات الشبكيّة لقاموس التراث الأمريكي للغة الإنجليزيّة وقاموس ويبستر. يمكن لأي شخص أن يحمل مثل تلك التوجهات والتحيُّزات مما يؤدي إلى كراهية الشخص بناءً على توجهه الجنسيّ.
يُصنِّف الانحياز الجنسيّ المغاير الرجال المثليين ومزدوجي التوجه الجنسيّ والمثليات والأقليات الجنسيّة الأخرى كمواطنين من الدرجة الثانية بالنسبة إلى الحقوق المدنيّة والقانونيّة والفرص الاقتصاديّة والمساواة الاجتماعيّة في العديد من مجتمعات العالم. كما ترتبط عادة برهاب المثليّة.

## الخلفيّة

### مقارنةً برهاب المثليّة
رهاب المثليّة شكلٌ من أشكال الانحياز الجنسيّ المغاير، حيث يشير كلاهما إلى «خوفٍ غير مبرر وبُغض للمثليّة الجنسيّة والمثليّين» وإلى «سلوكيات مبنيّة على هذا الشعور». يشير الانحياز الجنسيّ المغاير بشكلٍ أوسع إلى «نظام من الأفكار الأيديولوجيّة ترى المغايرة الجنسيّة المعيار الوحيد الذي يجب اتباعه في الممارسات الجنسيّة». يضرب الانحياز الجنسيّ المغاير بجذوره في المؤسسات الاجتماعيّة والاقتصاديّة والثقافيّة للمجتمع، باعتباره تحيُّز يميل إلى تفضيل المغايرة الجنسيّة، وينشأ من مفهوم ثقافيّ يُحبِّذ «الجوهريّة» ويرى الذكورة مُكمِّلة للأنوثة.

### تشابهات واختلافات
يُقال أن مفهوم الانحياز الجنسيّ المغاير مشابه لمفهوم العنصريّة، حيث يُحبِّذ كلاهما أفكارًا تُمجِّد المجموعة المهيمنة في المجتمع. على سبيل المثال، وباستعارة مفهوم التمييز العنصريّ لصالح ذوي البشرة البيضاء، يُطبَّق مفهوم الامتياز الجنسيّ المغاير على الفوائد التي يحصل عليها المغايرون جنسيًّا في مجتمعٍ يرى المغايرة الجنسيّة أمرًا بدهيًّا. يتماثل المفهومين في أنه وكما يتسبب التمييز العنصريّ الأبيض بتفضيل اللون الأبيض على البشر ذوي الألوان الأخرى، فإن الانحياز الجنسيّ المغاير يضع المغايرة الجنسيّة في مكانة أعلى من أي نوع آخر من الممارسات الجنسيّة.
كما يمكن للعنصريّة أن تضيف تمييزًا إضافيًّا للمثليين إذا كانوا منتمين إلى مجموعة اجتماعيّة مغبونة بسبب العِرق. من المميزات التي يتلقاها الشخص الأبيض المغاير جنسيًّا: القبول الاجتماعيّ والحريّة من التمييز السلبيّ والحياة في راحة المعيار الاجتماعيّ، وبالتالي لا يُهمَّش لاختلافه.

## الاعتقادات والتوجهات
يعتمد الانحياز الجنسيّ المغاير على الاعتقاد بأن المثليّة الجنسيّة ليست موجودة طبيعيًّا، وأنها تُعتبر مرضًا عقليًّا أو سلوكيات مُنحرفة. يُرفض مفهوم التوجه الجنسيّ داخل الأيديولوجيا المغايرة جنسيًّا. يعتبر البعض الرؤى المغايرة جنسيًّا المتطرِّفة إيمانًا أو دوغما أو احتكامًا للسلطة أو معتقدات شائعة أو قانون طبيعيّ، بينما يعتبرها البعض الآخر حكمة أو معرفة سوسيوبيولوجيّة، وتشمل تلك الرؤى:
- أن الأشخاص غير المغايرين جنسيًّا يجب عليهم أن يخفوا توجهاتهم الجنسيّة
- الرأي القائل بأن الرجال المثليّين ليسوا رجالًا حقيقيّين أو أن المثليات لسن نساءً حقيقيّات بسبب الرأي الشائع أن الانجذاب المغاير جنسيًّا هو المعيار الوحيد وبالتالي هو الأفضل
- «لقد خلق الله آدم وحواء وليس آدم وستيف» وغيرها من المفاهيم الثقافيّة الجوهريّة أن الذكورة والأنوثة تكملان بعضهما
- أن المثليّة الجنسيّة خاطئة وشر ومعارضة للطبيعة
- وبسبب نمط حياتهم، لا يمكن للمثليّين جنسيًّا الإنجاب وتكوين الأسرة، وبالتالي هم خطرٌ على الجنس البشريّ[7]

## على المستوى المؤسسيّ
كما يوجد هذا الانحياز بين الأفراد أو المجموعات، يمكن أن يوجد الانحياز الجنسيّ المغاير أيضًا بين المؤسسات. وبالتالي تعمل المدارس والمستشفيات والمؤسسات الإصلاحيّة على تعزيز المغايرة الجنسيّة بطرائق متعددة. مبدئيًا؛ يمكن أن تُطبِّق تلك الأفكار والتوجهات خلال أفعال رقابيّة غير متسقة وغير متساويّة. من الأمثلة على ذلك، تطبيق عقوبة أغلظ على زوجين من نفس الجنس لانتهاك قوانين المدرسة، بينما إذا كان الزوجان مغايرين جنسيًّا، ستتساهل معهم السلطات على نفس الانتهاك. أيضًا يمكن للمستشفيات أن تُحدَّ زيارة المريض للعائلة القريبة باستثناء الزوج من نفس الجنس.
تؤثِّر تلك التوجهات على تكوين العائلة. حيث إن زواج نفس الجنس ممنوع في كثير من البلاد، وبالتالي يظل المثليون بلا زواج، أو يدخلون في زواج مغاير. كما تنكر العديد من البلاد حقوقًا وفوائد يجب أن يتمتع بها الأزواج من نفس الجنس، مثل الحق في تبني الأطفال والضمانات الاجتماعيّة والتعيين التلقائيّ للمحامي والحقوق الزوجيّة في المستشفى.

## البحث والقياس

### القياس
يهدف علماء السيكولوجيا إلى قياس مدى الانحياز الجنسيّ المغاير باستخدام العديد من الوسائل. تشمل تلك الوسائل استخدام مقياس ليكرت. وبما أن الانحياز الجنسيّ المغاير أمر خفيٌّ، من الصعب تحديد ما إذا كان الشخص منحازًا جنسيًّا بناءً على طريقة الإبلاغ الشخصيّ. وبالتالي بنى الباحثون مقاييس ضمنيّة. من أمثلة ذلك: اختبار الترابط الضمنيّ، وهو اختبار شهير لقياس مدى الانحياز للمغايرة الجنسيّة. لكن يُحدُّ من دقة هذا الاختبار أنه لا يُفرِّق بين رهاب المثليّة والانحياز الجنسيّ المغاير.

## البحث
ركَّزت الأبحاث على متغيرات ربما تؤثِّر على رؤى الانحياز الجنسيّ المغاير. ففي دراسة أجراها عالم السيكولوجيا غريغوري م. هيريك، وجِد أن هناك اختلاف جندريّ بين توجهات المغايرين جنسيًّا تجاه المثليات والمثليين من الرجال. أظهرت الدراسة أن جميع الأفراد المغايرين جنسيًّا يظهرون ميولًا انحيازيّة، إلا أن الرجال المغايرين لديهم نزعة أكبر من النساء إلى إظهار موقف سلبيّ تجاه الأفراد غير المغايرين (مثل المثليين والمثليات ومزدوجي التوجه الجنسيّ). من الملاحظات الأخرى التي سجلتها دراسة هيريك، أن الرجال المغايرين جنسيًّا يميلون إلى إظهار عداء أكبر تجاه الرجال المثليين أكثر من المثليات. يرى هيريك أن هناك عوامل أخرى تساهم في هذا الانحياز مثل الاختلافات الفرديّة والدين والالتزام بالمعايير المجتمعيّة والسلطويّة اليمينيّة والعادات والمعتقدات التراثيّة وتفاعل الشخص مع غير المغايرين جنسيًّا. كما أظهرت أبحاث أخرى تنظر في العلاقة بين مستوى التعليم والآراء المنحازة، ووجدت أن المستويات العليا من التعليم تعني قليلًا من رهاب المثلية.

## التمييز

### التمييز العلنيّ أو الصريح
يشمل هذا النوع من الانحياز الجنسيّ المغاير القوانين المعادية للمثليّة والسياسات والممارسات المؤسسيّة والتحرُّش بناءً على التوجه الجنسيّ والتنميط واللغة التمييزيّة والخطاب والأشكال الأخرى من التمييز مثل:
- حديث الكراهيّة وتهديدات القتل والازدراء
- كبش الفداء والتنمر والإرهاب الأخلاقيّ والمطاردة، مثل استخدام المثليّة الجنسيّة كفزَّاعة وسبب في انتشار وباء الإيدز
- الصورة السلبيّة وتنميط الرجال المثليّين والمثليات ومزدوجي الميل الجنسيّ كأشرار أو منتحرين أو ضحايا للقتل
- استخدام الإرهاب المثليّ كوسيلة للدفاع في جرائم القتل
- تُجرَّم المثليّة الجنسيّة في بعض البلاد، مثل السودان وموريتانيا والمملكة العربيّة السعوديّة وجمهوريّة إيران الإسلاميّة، وربما يُعاقب المرتكبون بعقوبة الإعدام
- عدم توافق سن الزواج القانونيّ بين المغايرين جنسيًّا والمثليّين، حيث يكون النشاط الجنسيّ بين فردين من نفس الجنس مشروعًا بدايةً من سن أعلى من الأزواج المغايرين جنسيًّا
- تحريم التبني للأزواج المثليين
- التشريعات التي تمنع المساواة القانونيّة والاجتماعيّة مثل قوانين منع الحماية ضد التمييز بناءً على التوجه الجنسيّ أو التوجه الجنسيّ المُتصوَّر خاصة في ما يتعلَّق بالرعاية الصحيّة والإسكان والتوظيف
- المعارضة المُنظَّمة لحقوق المثليّين: عن طريق وصم تلك الحقوق بأنها «حقوق خاصة» أو «مخطط مثليّ»
- الإشارة إلى مثليّة المشتبه به في قضية ما، بينما لا يحدث المثل مع المغايرين جنسيًّا

### التمييز الضمنيّ أو الخفيّ
يعمل هذا الشكل خلال الخفاء، ويشمل:
- غياب تمثيل الأشخاص المثليين أو مزدوجي الميل الجنسيّ في الإعلانات التجاريّة على العامة
- حظر شخصيات المثليين أو مزدوجي الميل الجنسيّ، وكذلك حظر مناقشة قضاياهم في الأعمال الفنيّة والأدبيّة والترفيهيّة
- استثناء الرموز التاريخيّة والسياسيّة والمشاهير المثليين والنظر إليهم كمغايرين جنسيًّا
- التجنب التام لذكر هؤلاء الأشخاص أو اسهاماتهم الإيجابيّة في الإعلام
- في سياق التعليم الجنسيّ، يُشار إلى الشركاء من الجنس الآخر فقط أثناء مناقشة انجذاب الذكر والأنثى ونشاطهم الجنسيّ
- السكوت عن قضايا تمس الأشخاص المثليين جنسيًّا في المدرسة أو العمل أو غياب أي مناقشة عنهم بصورة إيجابيّة
- تطبيق واستخدام تقنيات حظر المحتوى الشبكيّ الذي يُركِّز على قضايا المثليّة الجنسيّة
- بيئة العمل التي تُجبر المثليّين والمثليات بالكف عن الحديث عن توجهاتهم الجنسيّة خلال مناقشة الحالة الاجتماعيّة والعاطفيّة بينما تسمح للمغايرين جنسيًّا بالحديث بحريّة
- إزالة وإتلاف الكتب التي تتناول المثليّة الجنسيّة من المكتبات وكذلك الحال مع الأفلام والمنشورات
- رفض تضمين العائلات المكوَّنة من زوجين من نفس الجنس في فعاليات المدارس، ورفض تمثيل هذا التعدد العائليّ في المنهج المدرسيّ
- إجبار جراحات التعديل الجنسيّة على الرجال المثليين والمثليات، وهي قضية ناقشها الوثائقيّ «كن مثل الآخرين Be Like Others» عام 2008
- الاختفاء القسريّ والأستراكيّة وغيرها من أشكال الرفض الاجتماعيّ الهادفة إلى جعل المثليين ومزدوجي الميل الجنسيّ أشخاصًا غير مرغوب فيهم